# باتي (بلدة عمال السكر)

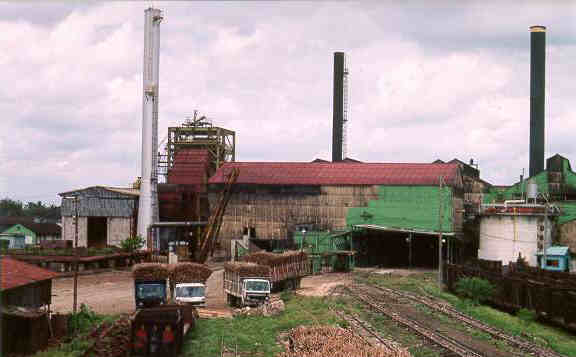
مطحنة السكر في Ingenio Consuelo ، جمهورية الدومينيكان.

باتي (بالإنجليزية: Batey - الجمع: باتيس Bateyes) هي مستوطنة حول مطحنة السكر. يمكن العثور عليها في كوبا وجمهورية الدومينيكان وبورتوريكو.
عادةً ما تسمى الوحدة التكتلية الأساسية لإنتاج السكرفي كوبا وجمهورية الدومينيكان بـإنجينيو. يتكون الإنجينيو من مكتب إداري مركزي ومصنع قصب السكر ومصفاة لتكرير السكر والمدينة المحيطة بالمكتب والمصفاة وحقول السكر (campos de caña) ومعدات إنتاج متنوعة مثل الشاحنات والقطارات والجرارات وموازين الوزن والإسكان للعمال يسمى عادة باتي.
باتي هي مدينة تابعة للشركة تتكون من ثكنات وعدد قليل من المنازل. يختلف حجم الباتيس بشكل كبير. تقع بالقرب من حقول قصب السكر بحيث يمكن لمجموعات العمال العيش بالقرب من موقع عملهم.

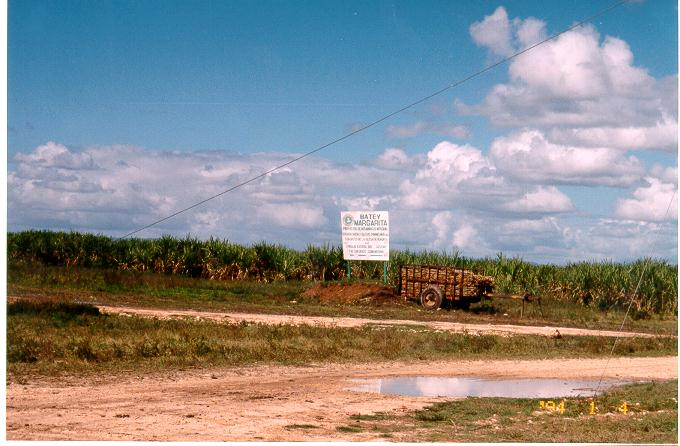
حقل قصب بجانب باتي بالقرب من Ingenio Consuelo ، جمهورية الدومينيكان.

## جمهورية الدومينيكان
في كل عام منذ عام 1933، يصل المهاجرون الموسميون من هايتي للعمل في حصاد السكر في جمهورية الدومينيكان. يتم إيواء المهاجرين في غرف في باتي في بعض الأحيان بدون مرافق ومن المتوقع أن يعملوا في زراعة قصب السكر في أيام طويلة مع ساعات شاقة.
في هذه الأيام، يدفع الإنجينيو وملاك الأراضي (colonos) للباحثين عن الكفاءات (buscones)، رسومًا لكل قاطع قصب (picador) يوفره الباحث عن الكفاءات. قد يغري وكيل التوظيف العامل المحتمل بوعود للحصول على تصريح عمل، وغالبًا ما يتطلب رسومًا كبيرة من المهاجر المحتمل. عند وصول المهاجرين، قد يجدون أنهم ليسوا أحرارًا في مغادرة باتي حتى ينتهيوا من العمل.

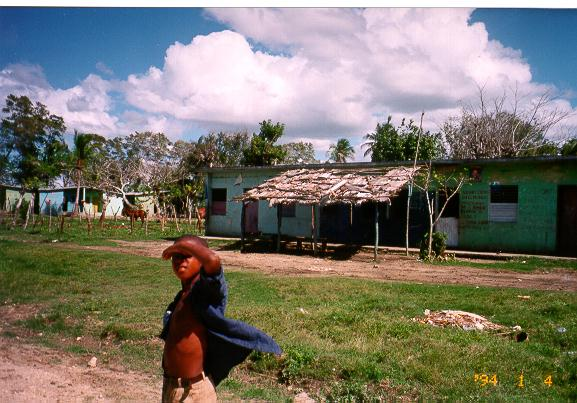
مساكن في باتي في هولغوين ، كوبا.

مع مرور الوقت، بقي بعض هؤلاء المهاجرين خلال الأشهر الستة التي أعقبت حصاد قصب السكر (زفرة)، المسماة «الوقت الميت» (tiempo muerto)، وأنشأوا أسرًا مع نساء هاييتي اللواتي هاجرن أيضًا. باتيس فريدة من نوعها في الثقافة واللغة في مزيجها وهي هايتي والدومينيكان.
قدمت الحكومة الدومينيكية تاريخياً خدمات عامة أقل للباتيين مقارنة بالمجتمعات ذات الحجم المماثل في باقي أنحاء البلاد ويرجع ذلك أساسًا إلى اعتبار باتيس مستوطنات غير قانونية. اعتُبرت الباتيات استثناءات لنظام الحكم في البلاد. غالبًا ما تُركت لمجلس الدولة للسكر (CEA: Consejo Estatal de Azúcar) أو الشركات الخاصة لتقديم الخدمات الأساسية، وهي مسؤولية لم يفوا بها في كثير من الأحيان. غالبًا ما كان يُنظر إلى باتيس على أنها أماكن يعيش فيها الهايتيون فقط (غير المواطنين).
نظرًا لأن الهايتيين الذين ملأوا الباتيس لم يكونوا مهاجرين قانونيين، فقد حُرم أطفالهم في كثير من الأحيان من أوراق الجنسية لأنهم في الترانزيت. بدون أوراق الجنسية من هايتي لا يمكن لأطفال المهاجرين الهايتيين الذهاب إلى المدرسة ولا يمكنهم الحصول على مزايا الخدمات العامة الأخرى. حاولت عدد من المنظمات غير الحكومية معالجة هذه المشكلة من خلال تشغيل المدارس الابتدائية في باتيس في محاولة للحصول على الجنسية الدومينيكية.

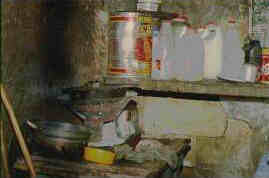
مرافق المطبخ في مسكن على باتي.

كانت صناعة السكر مربحة في الماضي. ولكن صناعة السكر في الدومينيكان لم تعد قادرة على المنافسة، وعندما تقترن بالنقص التاريخي للخدمات التعليمية والصحية لهذه المجتمعات، فإن الأجور المنخفضة تميل إلى جعل باتيس من أفقر المجتمعات في البلاد.
الاتجاه الحالي في جمهورية الدومينيكان هو أن يتوقف الإنجينيو عن الإنتاج، وبالتالي فإن المصدر الوحيد للدخل للمجتمع وباتيس لتحويل أنفسهم ببطء شديد إلى أنواع جديدة من المجتمعات. تعتبر Los Alcarrizos في مقاطعة Santo Domingo مثالًا جيدًا على شيء كان في السابق عبارة عن بلدية ولكنها الآن بلدية تعيش من خلال الوظائف في المنطقة وفي سانتو دومينغو. باتي هو شكل حديث من أشكال العبودية حيث يتقاضى الهايتيون أقل من 2.00 دولار أمريكي مقابل 12-14 ساعة عمل. يضطرون للنوم على ألواح من الفوم والعيش بدون كهرباء أو مياه جارية.

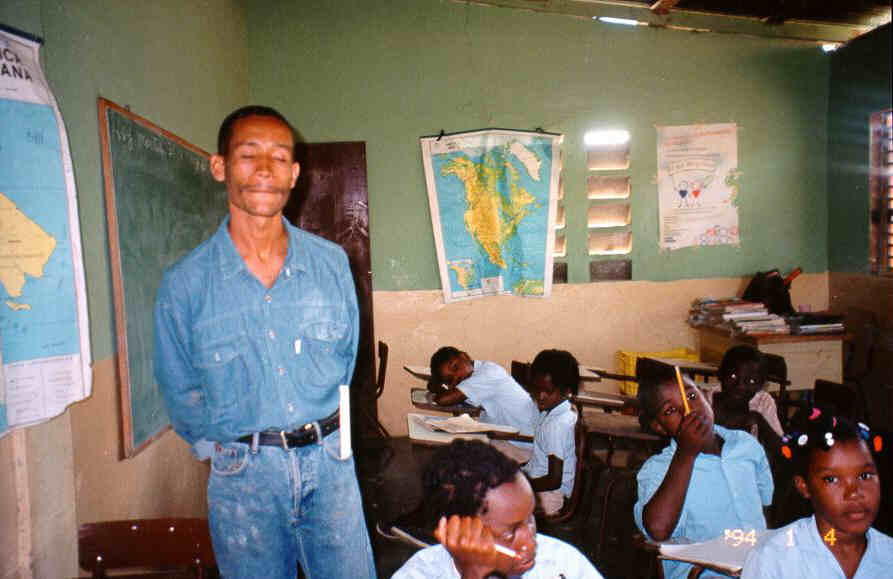
مدرسة تأسست في باتي بالقرب من كونسويلو ، جمهورية الدومينيكان.

## وصلات خارجية
- ما وراء باتيس - تقرير صدر عام 1996 عن الائتلاف الوطني لحقوق هايتي
- تحالف باتي للإغاثة
- مؤسسة باتي